# 20 березня
20 березня — 79-й день року (80-й у високосні роки) в григоріанському календарі. До кінця року залишається 286 днів.

## Свята і пам'ятні дні

### Міжнародні
- ООН: Міжнародний день щастя[1]
- ООН: Міжнародний день французької мови[2]
- Всесвітня стоматологічна асоціація[en]: Всесвітній день здоров’я ротової порожнини[en][3]
- День весняного рівнодення.
- Всесвітній день горобця

### Національні
- Туніс: День Незалежності Республіки.

### Релігійні

#### Християнство
- День Святої Благовірної Авґусти Ірменгарди.
- Святі херсонеські єпископи.
- День Святого Йосифа Більчевського.

Православ'я:
- Преподобних Іоана, Сергія, Патрикія та інших, що в обителі святого Сави були вбиті.
- Мучениці Фотини (Світлани), самарянки, її синів мчч. Віктора, названого Фотином, та Іосії.
- Мучениць Анатолії, Фото, Фотиди, Параскеви, Киріакії, Домніни і мученика Севастіана.
- Мучениць Олександри, Клавдії, Євфрасії, Мотрони, Юліанії, Євфимії і Феодосії.
- Святителя Микити, сповідника, архієпископа Аполоніадського.

## Іменини
✙ Православні: Іван, Сергій, Світлана, Віктор, Анатолія, Параскева, Олександра, Клавдія, Юліанія, Феодосія, Микита.
✝  Католицькі:

## Події
- 1602 — заснована Голландська Ост-Індійська компанія (VOC), перша у світі офіційно зареєстрована публічна компанія.
- 1814 — Війна шостої коаліції: почалася битва при Арсі-сюр-Об - остання перед взяттям Парижа.
- 1815 — Наполеон I Бонапарт повернувся до Парижа після ув'язнення на острові Ельба. Початок правління «ста днів».
- 1852 — був опублікований роман Гаррієт Бічер-Стоу «Хатина дядьки Тома».
- 1854 — заснована Республіканська партія США.
- 1876 — першим премʼєр-міністром Швеції став Луї Ґергард де Геер.
- 1883 — підписана Паризька конвенція про охорону промислової власності, одна з перших та найважливіших у цій галузі.
- 1890 — за наполяганням нового імператора рейхсканцлер Отто фон Бісмарк закінчив політичну кар'єру.
- 1890 — був відкритий астероїд 290 Бруна.
- 1916 — Альберт Ейнштейн опублікував свою загальну теорію відносності
- 1917 — українського історика Михайла Грушевського, що тоді перебував у Москві, обрано головою Центральної Ради.
- 1920 — ліквідовано Область війська Донського; утворено Донську область РРФСР.
- 1921 — на плебісциті більшість жителів Верхньої Сілезії висловились за перебування у складі Німеччини.
- 1926 — Чан Кайші почав масштабну чистку в армії, завдяки якій став одноосібним правителем Китаю.
- 1933 — поблизу Мюнхена побудовано перший в Німеччині концтабір — Дахау. Його першими в'язнями були німецькі комуністи та соціал-демократи.
- 1935 — літак Grumman F3F здійснив свій перший політ.
- 1939 — німецький ультиматум Литві з вимогою передати Клайпедський край, що був задоволений два дні по тому.
- 1941 — СРСР повернув уряду Міклоша Горті 56 угорських прапорів, захоплених російською імператорською армією після придушення угорської революції 1848—1849.
- 1948 — СРСР вийшов з Контрольної ради Союзників, паралізувавши тим самим її роботу.
- 1956 — проголошено незалежність Тунісу.
- 1957 — в Ірані було створено спецслужбу САВАК.
- 1991 — на базі Українського республіканського банку Держбанку СРСР створено Національний банк України; Українська РСР націоналізувала союзні банки на своїй території.
- 1995 — Заринова атака в Токійському метрополітені, влаштована деструктивним культом Аум Сінрікьо.
- 2003 — американсько-британсько-австралійські війська вторглися в Ірак.
- 2007 — вийшла комп'ютерна гра S.T.A.L.K.E.R. українського розробника GSC Game World.
- 2015 — повне сонячне затемнення, рівнодення та супермісяць відбулися в один день.
- 2018 — Україна і Катар підписали угоду про безвізовий режим[5].
- 2019 — місто Астана було перейменовано на Нур-Султан (на честь експрезидента).

## Народились
Дивись також Категорія:Народились 20 березня
- 43 до н.е. — Публій Овідій Назон, римський поет.
- 1557 — Алессандро Тіаріні, італійський живописець.
- 1592 — Джованні да Сан Джованні (Джованні Маноцці), італійський живописець.
- 1639 — Іван Мазепа, український військовий, політичний і державний діяч, Гетьман Війська Запорозького, очільник Гетьманщини.
- 1681 — Емануель д'Асторга, італійський композитор епохи бароко («Stabat mater», 1707).
- 1767 — Бертен Жан-Віктор, французький художник-пейзажист, представник неокласицизму.
- 1770 — Фрідріх Гельдерлін, видатний німецький поет-романтик.
- 1828 — Генрік Ібсен, норвезький драматург і поет, засновник європейської «нової драми» («Пер Гюнт», «Ляльковий дім».
- 1828 — Зюссман-Хелльборн Людвиг, німецький скульптор.
- 1831 — Теодор Аман, румунський маляр і графік вірменського походження.
- 1836 — Пойнтер Едвард Джон, англійський живописець.
- 1851 — Ісмаїл Гаспринський, кримськотатарський та тюркський просвітитель, письменник, педагог, засновник пантюркізму.
- 1856 — Йозеф Ваґнер, австрійський військовий диригент та композитор, відомий як «король австрійського маршу».
- 1856 — Лавері Джон, шотландсько-ірландський художник-імпресіоніст.
- 1890 — Беньяміно Джильї, італійський оперний співак (тенор).
- 1898 — Микола Бриммер, український художник-графік, ксилограф, книжковий ілюстратор.
- 1899 — Аркадій Любченко, український письменник, редактор.
- 1915 — Святослав Ріхтер, український радянський піаніст-віртуоз.
- 1917 — Іґаель Ядін, другий начальник Генштабу Армії оборони Ізраїлю, археолог і політичний діяч.
- 1925 — Девід Воррен, австралійський науковець, винахідник бортового самописця.
- 1925 — Євченко Касян, український музикант, майстер народних інструментів, керівник ансамблів «Гук», «Гучок» та «Гученя», соліст Національного заслуженого народного хору України ім. Григорія Верьовки.
- 1957 — Кріс Ведж, американський режисер анімаційних фільмів, мультиплікатор і продюсер «Льодовиковий період», «Роботи».
- 1984 — Фернандо Торрес, іспанський футболіст.
- 2000 — Хван Хьон Джін, південнокорейський співак, танцюрист, учасник бой-бенду Stray Kids (з 2018).

## Померли
Дивись також Категорія:Померли 20 березня
- 1413 — Генріх IV, король Англії.
- 1568 — Альбрехт, перший прусський герцог.
- 1746 — Ніколя де Ларжильєр, французький живописець.
- 1771 — Луї Мішель ван Лоо, французький придворний художник-портретист епохи рококо.
- 1814 — Йоганн Християн Енґель, німецько-австрійський історик.
- 1835 — Луї-Леопольд Робер, швейцарський художник.
- 1859 — Джордж Керзон, британський політик, який визначив у 1919 році східну межу польських земель — «Лінію Керзона». Саме вона стала основою для сучасного українсько-польського кордону.
- 1894 — Лайош Кошут, очільник Угорщини в період Угорської революції 1848—1849.
- 1929 — Фердинанд Фош, маршал Франції, головнокомандувач союзників під час Першої світової війни.
- 1968 — Карл Теодор Дреєр, данський кінорежисер-новатор, один з найвизначніших майстрів європейського кіномистецтва.
- 1987 — Раїса Сергієнко, українська співачка (мецо-сопрано). Народна артистка СРСР (1973).
- 2004 — Юліана, королева Нідерландів (1948—1980).
- 2025 — Вітольд Фокін, перший Прем’єр-міністр України

## Інше
2015 — повне сонячне затемнення, яке було видно в Атлантиці, Англії і Норвегії.